# Palazzo Langosco Orlandi
Palazzo Langosco Orlandi è un palazzo di Pavia, in Lombardia.

## Storia
I Langosco, discenti dei conti Palatini, furono una delle principali aristocratiche pavesi. Detentori di numerosi feudi, soprattutto in Lomellina, tra Due e Trecento più volte ebbero il controllo della città e del suo contado. Il palazzo fu edificato, sui resti di edifici di età medievale, tra gli ultimi anni del Quattrocento e i primissimi del secolo successivo, e fu soggetto a nuovi ampliamenti e rimaneggiamenti nel corso del XVI secolo. Nel Settecento il palazzo passò agli Orlandi, che ne modificarono la fisionomia, infatti, tra il 1757 e il 1808, venne costruita l’ala nord, mentre la facciata e il prospetto sud vennero regolarizzati nel 1872.

## Descrizione
Il grande palazzo presenta prospetti in mattoni a vista, che, verosimilmente, nel progetto originario dovevano essere intonacati. Superato il grande portale in granito, si apre il cortile porticato, dove si conservano le parti più importanti del sontuoso palazzo rinascimentale. Il portico, organizzato secondo una monumentale misura classica, di modello bramantesco, è formato da archi a pieno sesto, con oculi nei pennacchi. Al primo piano vi sono finestre rettangolari con cornice in cotto, simili a quelle di palazzo Cavagna, con fregi a palmette e candelabre, mentre al secondo piano si aprono aperture quadrate incorniciate. Purtroppo i rimaneggiamenti subiti nei secoli seguenti non ci permettono di comprendere appieno l’immagine che doveva avere il palazzo nel rinascimento.

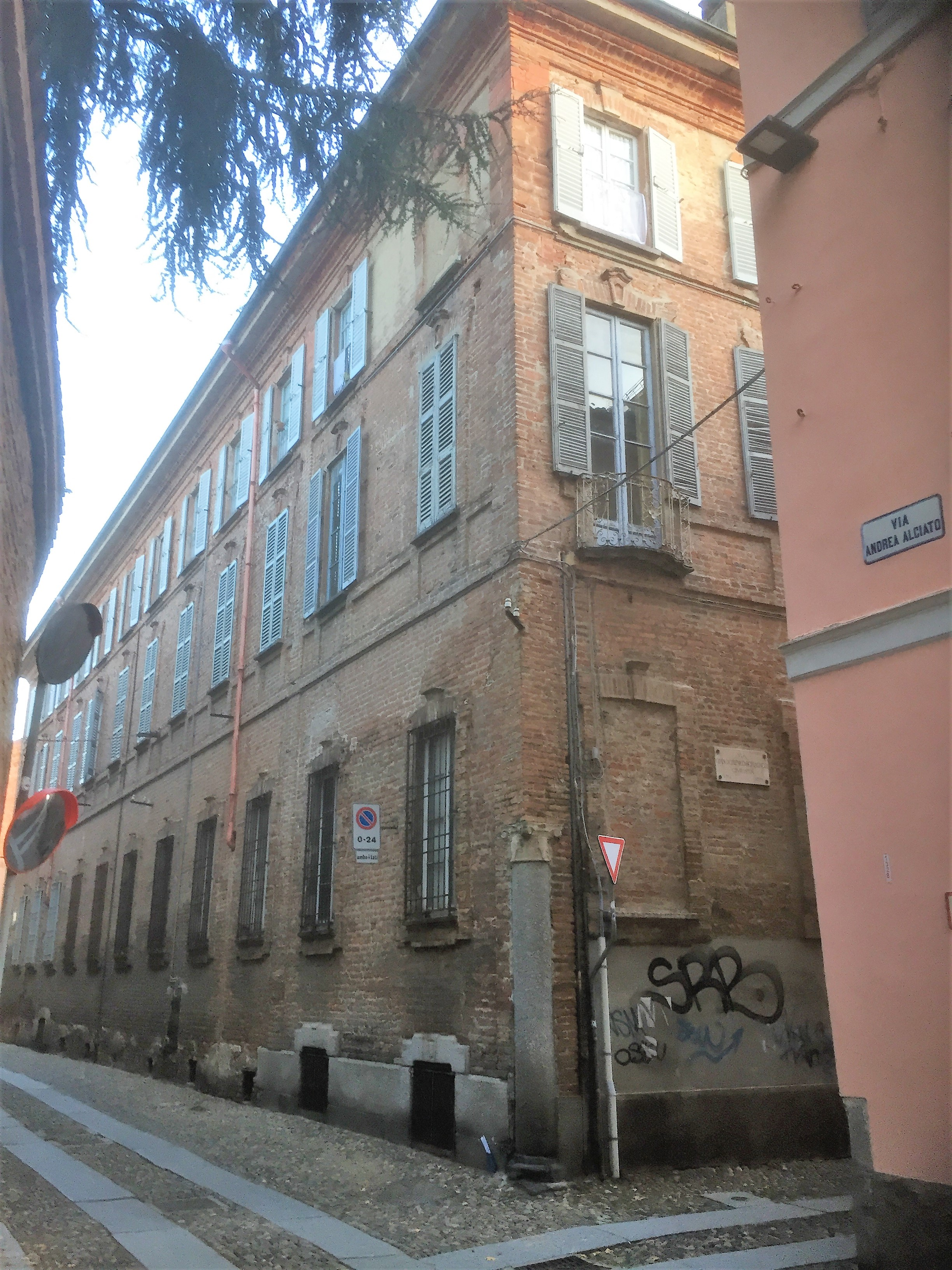
Il lato nord
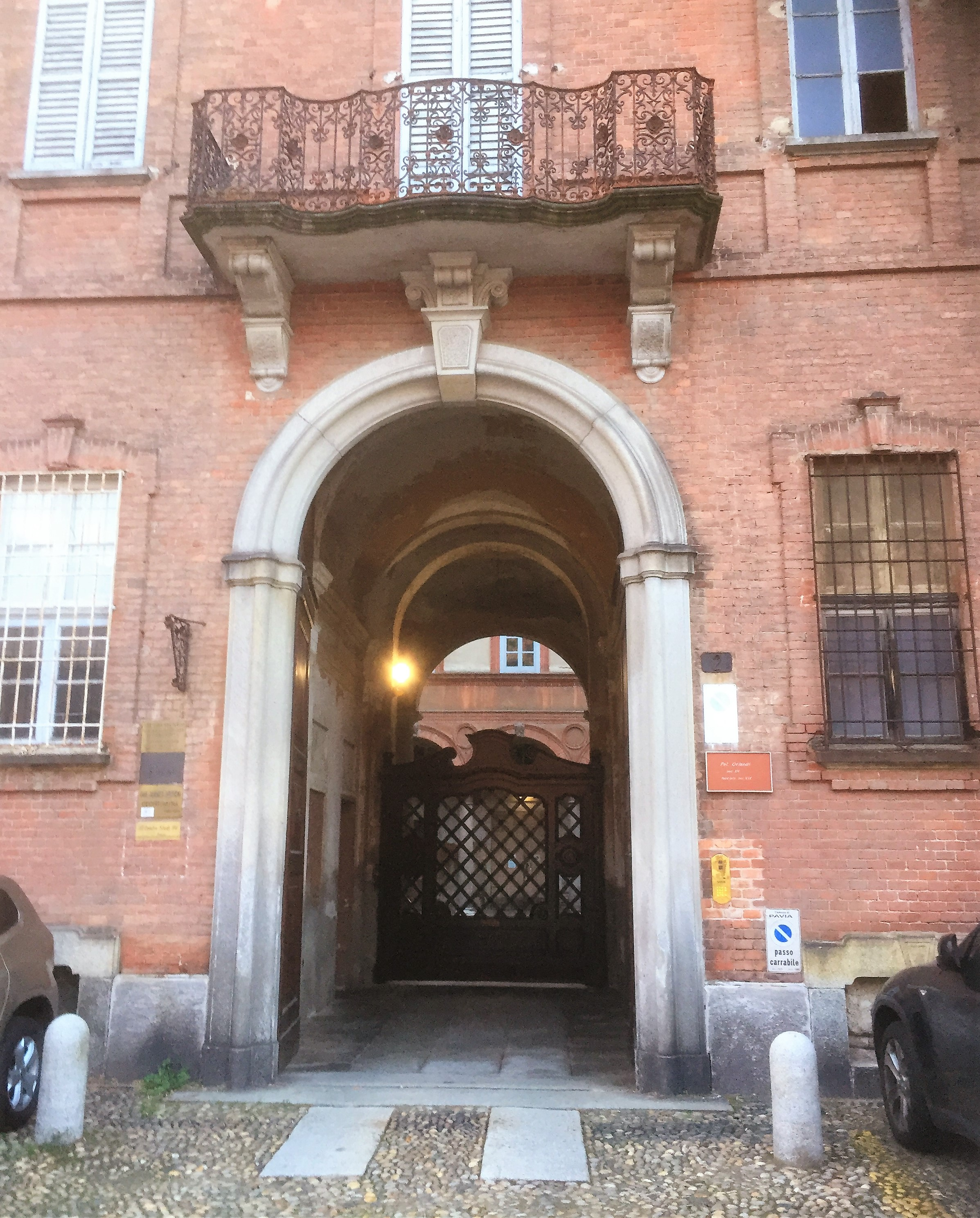
Il portale
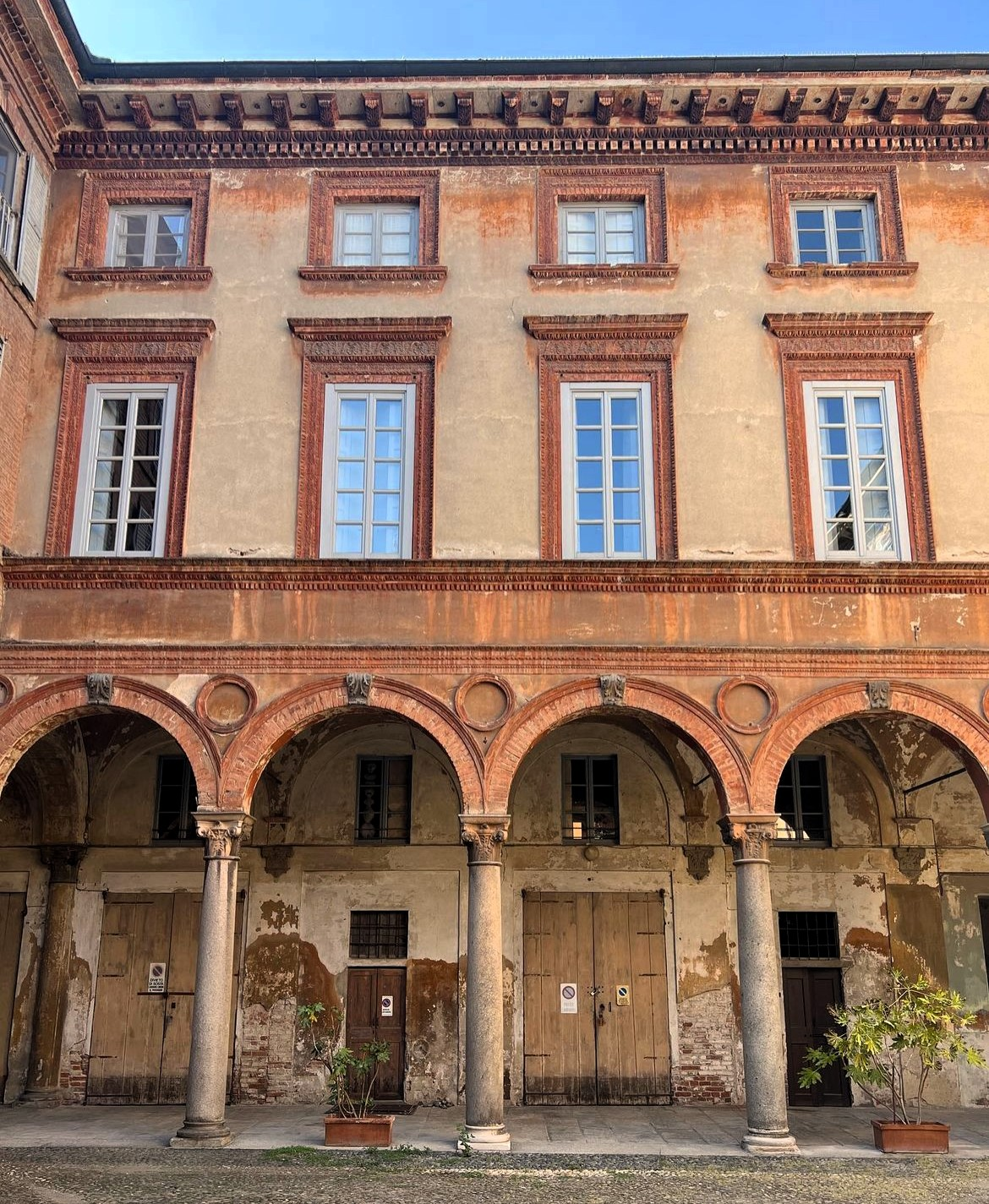
Il cortile rinascimentale